# Copa Mundial de Béisbol Sub-21 de 2014
La Copa Mundial de Béisbol Sub-21 2014 fue una competición de béisbol internacional que se disputó en Taichung, Taiwán, del 1 al 30 de noviembre organizado por la Confederación Mundial de Béisbol y Sóftbol.

## Sistema de competición
El torneo contó con tres fases divididas de la siguiente manera:
- Primera ronda: Los once participantes fueron divididos en dos grupos de 6 y 5 equipos respectivamente, clasificando a la Súper Ronda los tres primeros de cada grupo, mientras que los tres últimos del primer grupo y los dos últimos de segundo grupo disputaron una ronda de Consolidación para definir su posición en el torneo.

- Ronda de consolación: Los tres equipos eliminados del grupo 1 de la primera fase se enfrentaron contra cada uno de los dos equipos eliminados del grupo 2, sumándose así los 3 juegos de cada equipo en esta ronda y los dos juegos en la primera ronda contra los otros dos equipos eliminados de su mismo grupo y viceversa, para definir su posición en el torneo del puesto 7° al 12°.

- Súper ronda: Los tres equipos clasificados del grupo 1 de la primera fase se enfrentaron contra cada uno de los tres equipos clasificados del grupo 2, sumándose así los 3 juegos de cada equipo en esta ronda y los dos juegos en la primera ronda contra los otros dos equipos clasificados de su mismo grupo, para definir su posición en el torneo del 5° al 6°

- Finales: El equipo que finalizó en el 1° lugar de la Súper Ronda se enfrentó ante el equipo del 2° lugar por la medalla de oro y plata, mientras el 3° y 4° lugar se enfrentaron por la medalla de bronce, los equipos ubicados en el puesto 5° y 6° disputaron un juego por el quinto lugar.

## Equipos
Los siguientes 11 equipos calificaron para el torneo. Entre paréntesis, su posición en el ranking para el mes de noviembre de 2014ː
| Grupo A              | Grupo B          |
| -------------------- | ---------------- |
| China Taipéi (4)     | Japón (1)        |
| Corea del Sur (8)    | Países Bajos (5) |
| Italia (11)          | Australia (14)   |
| México (12)          | Venezuela (10)   |
| República Checa (20) | Nicaragua (16)   |
| Nueva Zelanda (26)   |                  |

## Ronda de apertura
Disputada del 7 al 11 de noviembre en cinco jornadas.

### Grupo A
| Equipo          | G | P | Av    | Dif | CA | CP |
| --------------- | - | - | ----- | --- | -- | -- |
| China Taipéi    | 5 | 0 | 1.000 | -   | 51 | 2  |
| Corea del Sur   | 4 | 1 | .800  | 1.0 | 42 | 14 |
| República Checa | 2 | 3 | .400  | 3.0 | 26 | 47 |
| Italia          | 2 | 3 | .400  | 3.0 | 19 | 24 |
| Nueva Zelanda   | 2 | 3 | .400  | 3.0 | 18 | 28 |
| México          | 0 | 5 | .000  | 4.0 | 15 | 51 |

     – Clasificados a la Súper Ronda.

     – Juegan la Ronda de Consolación.

Resultados
- Los horarios corresponden al huso horario de UTC +8:00

| 7 de noviembre, 12:30 | Nueva Zelanda | 2 - 7 | Italia | Estadio de Béisbol Douliu, Taichung |  |

| 7 de noviembre, 13:45 | Corea del Sur | 15 - 5 | República Checa | Estadio de béisbol de Taichung, Taichung |  |

| 7 de noviembre, 19:10 | México | 0 - 15 | China Taipéi | Estadio de béisbol Internacional, Taichung |  |

| 8 de noviembre, 12:30 | Nueva Zelanda | 9 - 5 | México | Estadio de béisbol Taichung, Taichung |  |

| 8 de noviembre, 12:30 | China Taipéi | 16 - 1 | República Checa | Estadio de béisbol Intercontinental, Taichung |  |

| 8 de noviembre, 18:30 | Italia | 6 - 12 | Corea del Sur | Estadio de béisbol Taichung, Taichung |  |

| 9 de noviembre, 06:30 | Corea del Sur | 1 - 7 | China Taipéi | Estadio de béisbol Intercontinental, Taichung |  |

| 9 de noviembre, 12:30 | República Checa | 5 - 6 | Nueva Zelanda | Estadio de béisbol de Douliou, Taichung |  |

| 9 de noviembre, 18:30 | México | 1 - 5 | Italia | Estadio de béisbol de Taichung, Taichung |  |

| 10 de noviembre, 12:30 | México | 0 - 10 | Corea del Sur | Estadio de béisbol Intercontinental, Taichung |  |

| 10 de noviembre, 13:00 | Italia | 1 - 3 | República Checa | Estadio de béisbol de Douliou, Taichung |  |

| 10 de noviembre, 18:30 | China Taipéi | 7 - 0 | Nueva Zelanda | Estadio de béisbol Intercontinental, Taichung |  |

| 11 de noviembre, 18:30 | Corea del Sur | 4 - 1 | Nueva Zelanda | Estadio de béisbol de Taichung, Taichung |  |

| 11 de noviembre, 18:30 | Italia | 0 - 6 | China Taipéi | Estadio de béisbol Intercontinental, Taichung |  |

| 11 de noviembre, 12:30 | República Checa | 12 - 9 | México | Estadio de béisbol de Taichung, Taichung |  |

### Grupo B
| Equipo       | G | P | Av    | Dif | CA | CP  |
| ------------ | - | - | ----- | --- | -- | --- |
| Japón        | 4 | 0 | 1.000 | —   | 41 | 111 |
| Nicaragua    | 3 | 1 | .750  | 1.0 | 28 | 26  |
| Australia    | 2 | 2 | .500  | 2.0 | 33 | 14  |
| Venezuela    | 1 | 3 | .250  | 3.0 | 13 | 46  |
| Países Bajos | 0 | 4 | .000  | 4.0 | 10 | 39  |

     – Clasificados a la Súper Ronda.

     – Juegan la Ronda de Consolación.

Resultados
- Los horarios corresponden al huso horario de UTC +8:00

| 7 de noviembre, 09:00 | Nicaragua | 18 - 5 | Venezuela | Estadio de béisbol Taichung, Taichung |  |

| 7 de noviembre, 12:36 | Japón | 9 - 7 | Australia | Estadio de Béisbol Intercontinental, Taichung |  |

| 8 de noviembre, 13:05 | Australia | 10 - 1 | Países Bajos | Estadio de béisbol de Douliou, Taichung |  |

| 8 de noviembre, 18:30 | Japón | 11 - 1 | Venezuela | Estadio de béisbol Intercontinental, Taichung |  |

| 9 de noviembre, 12:30 | Australia | 2 - 3 | Nicaragua | Estadio de béisbol de Taichung, Taichung |  |

| 9 de noviembre, 12:30 | Países Bajos | 2 - 7 | Japón | Estadio de béisbol Intercontinental, Taichung |  |

| 10 de noviembre, 12:30 | Países Bajos | 4 - 6 | Nicaragua | Estadio de béisbol de Taichung, Taichung |  |

| 10 de noviembre, 18:30 | Venezuela | 1 - 14 | Australia | Estadio de béisbol de Taichung, Taichung |  |

| 11 de noviembre, 12:30 | Nicaragua | 1 - 14 | Japón | Estadio de béisbol Intercontinental, Taichung |  |

| 11 de noviembre, 13:00 | Venezuela | 6 - 3 | Países Bajos | Estadio de béisbol de Douliou, Taichung |  |

## Ronda de consolación
Disputada del 13 al 15 de noviembre en tres jornadas por cinco equipos eliminados en la primera ronda para definir su posición en el torneo.
| Equipo        | G | P | Av    | Dif | CA | CP |
| ------------- | - | - | ----- | --- | -- | -- |
| Italia        | 4 | 0 | 1.000 | —   | 25 | 11 |
| Venezuela     | 2 | 2 | .500  | 2.0 | 21 | 25 |
| Países Bajos  | 2 | 2 | .500  | 2.0 | 22 | 17 |
| Nueva Zelanda | 1 | 3 | .250  | 3.0 | 24 | 30 |
| México        | 1 | 3 | .250  | 3.0 | 13 | 22 |

Resultados
- Los horarios corresponden al huso horario de UTC +8:00

| 13 de noviembre, 12:30 | México | 2 - 7 | Países Bajos | Estadio de béisbol de Taichung, Taichung |  |

| 13 de noviembre, 13:00 | Nueva Zelanda | 8 - 9 | Venezuela | Estadio de béisbol de Douliou, Taichung |  |

| 14 de noviembre, 12:30 | Venezuela | 5 - 9 | Italia | Estadio de béisbol de Taichung, Taichung |  |

| 14 de noviembre, 13:00 | Nueva Zelanda | 5 - 9 | Países Bajos | Estadio de béisbol de Douliou, Taichung |  |

| 15 de noviembre, 12:30 | México | 5 - 1 | Venezuela | Estadio de béisbol de Taichung, Taichung |  |

| 15 de noviembre, 13:00 | Países Bajos | 3 - 4 | Italia | Estadio de béisbol de Douliou, Taichung |  |

## Súper ronda
Disputada del 13 al 15 de noviembre en tres jornadas por los seis equipos clasificados en la primera ronda.
| Equipo          | G | P | Av    | Dif | CA | CP |
| --------------- | - | - | ----- | --- | -- | -- |
| Japón           | 5 | 0 | 1.000 | —   | 35 | 10 |
| China Taipéi    | 4 | 1 | .800  | 1.0 | 36 | 11 |
| Corea del Sur   | 3 | 2 | .600  | 2.0 | 33 | 22 |
| Nicaragua       | 2 | 3 | .400  | 3.0 | 13 | 31 |
| Australia       | 1 | 4 | .200  | 4.0 | 28 | 33 |
| República Checa | 0 | 5 | .000  | 5.0 | 14 | 62 |

     – Jugaron la final del Campeonato Mundial.

     – Jugaron por el 3.º Puesto.

     – Jugaron por el 5.º Puesto.

Resultados
- Los horarios corresponden al huso horario de UTC +8:00

| 13 de noviembre, 12:30 | República Checa | 0 - 15 | Japón | Estadio de béisbol Intercontinental, Taichung |  |

| 13 de noviembre, 18:30 | Australia | 3 - 9 | China Taipéi | Estadio de béisbol Intercontinental, Taichung |  |

| 13 de noviembre, 18:30 | Corea del Sur | 9 - 2 | Nicaragua | Estadio de béisbol de Taichung, Taichung |  |

| 14 de noviembre, 12:30 | Corea del Sur | 0 - 1 | Japón | Estadio de béisbol Intercontinental, Taichung |  |

| 14 de noviembre, 18:30 | Australia | 9 - 4 | República Checa | Estadio de béisbol de Taichung, Taichung |  |

| 14 de noviembre, 18:30 | Nicaragua | 0 - 2 | China Taipéi | Estadio de béisbol Intercontinental, Taichung |  |

| 15 de noviembre, 12:30 | Japón | 6 - 2 | China Taipéi | Estadio de béisbol Intercontinental, Taichung |  |

| 15 de noviembre, 18:30 | Australia | 7 - 8 | Corea del Sur | Estadio de béisbol Intercontinental, Taichung |  |

| 15 de noviembre, 18:30 | República Checa | 4 - 7 | Nicaragua | Estadio de béisbol de Taichung, Taichung |  |

## Juego por el 5° lugar
Disputado por los equipos ubicados en el 5° y 6° lugar de la Súper Ronda.
| 15 de noviembre, 12:30 (UTC +8:00) | República Checa | 6 - 5   | Australia | Estadio de béisbol de Taichung, Taichung |                              |
|                                    |                 | Reporte |           | Asistencia: 100 espectadores             | Asistencia: 100 espectadores |

## Juego por el 3° lugar
Disputado por los equipos ubicados en el 3° y 4° lugar de la Súper Ronda.
| 15 de noviembre, 12:30 (UTC +8:00) | Nicaragua | 4 - 10  | Corea del Sur | Estadio de béisbol Intercontinental, Taichung |                              |
|                                    |           | Reporte |               | Asistencia: 400 espectadores                  | Asistencia: 400 espectadores |

## Final
Disputado por los equipos ubicados en el 1° y 2° lugar de la Súper Ronda.
| 16 de noviembre, 18:30 (UTC +8:00) | China Taipéi | 9 - 0   | Japón | Estadio de béisbol Intercontinental, Taichung |                                |
|                                    |              | Reporte |       | Asistencia: 8 772 espectadores                | Asistencia: 8 772 espectadores |

## Posiciones finales
| Pos                            | Equipo          | V | D |
| ------------------------------ | --------------- | - | - |
|                                | China Taipéi    | 8 | 1 |
|                                | Japón           | 7 | 1 |
|                                | Corea del Sur   | 7 | 2 |
| 4°                             | Nicaragua       | 4 | 4 |
| Eliminados en la Súper Ronda   |                 |   |   |
| 5°                             | República Checa | 3 | 6 |
| 6°                             | Australia       | 3 | 5 |
| Eliminados en la Primera Ronda |                 |   |   |
| 7°                             | Italia          | 4 | 3 |
| 8°                             | Venezuela       | 2 | 5 |
| 9°                             | Países Bajos    | 2 | 5 |
| 10°                            | Nueva Zelanda   | 2 | 5 |
| 11°                            | México          | 1 | 6 |